# Flex-Deon Blake
Flex-Deon Blake (Miami, Florida, 25 de abril de 1962 - Tallahassee,  Florida, 1 de marzo de 2021) fue un actor de cine pornográfico estadounidense. En 2004 fue incluido en el Salón de la Fama de los Premios Grabby.

## Comienzos
Después de graduarse de la escuela, se unió a la Fuerza Aérea de los Estados Unidos, sirviendo durante unos trece años hasta que fue dado de baja oficialmente en 1992. Luego se graduó en música de la Universidad Florida A&M y luego pasó a trabajar como guardia de prisión.

## Carrera profesional
Comenzó su carrera en la industria del entretenimiento como estríper en clubes locales. Blake ya tenía más de 30 años cuando entró en la industria del porno. Ha protagonizado más de 40 películas a lo largo de su carrera. El número total de sus películas a veces se da como más de 100. La base de datos de películas para adultos de Internet fecha la carrera activa de Blake en la pornografía en el período comprendido entre 1996 y 2011. La base de datos de películas de Internet también enumera las películas estrenadas en 1995. Blake ha aparecido con varios nombres artísticos a lo largo de su carrera, entre ellos: una. como Flex-Deon, Flex Deon, Flexx Dion, Flex Dean Blake, Flex Blake y Deon. En las películas de sus primeros años, de 1995 a 1997, fue incluido en las listas de reparto exclusivamente bajo el nombre de Deon. Enumera películas populares como Black Workout 10, así como películas controvertidas como Barebacking with Jeff Palmer, vol. 3, en la que actuaba junto a otro famoso actor pornográfico, Jeff Palmer. En 2001, Blake apareció en la película de Dick Wadd llamada Niggas 'Revenge que Dick Wadd describió en su sitio web que es "controvertida hasta el punto de que muchas tiendas no quieren venderla". Niggas 'Revenge muestra las violaciones y humillaciones sexuales de un grupo de cabezas rapadas neonazis que son atacadas por tres hermanos negros después de un episodio de racismo.
Además de su trabajo cinematográfico, Blake fue contratado como modelo erótico. Su primera serie de fotos de desnudos se publicó en junio de 1999 en la revista Black Inches. Aparecieron más series de fotos eróticas y pornográficas una en las revistas Inches (diciembre de 2000), tras su debut repetidamente en Black Inches (septiembre de 2000, febrero de 2001, julio de 2004) y en Gay Black Men (GBM; número 11, junto con Bobby Blake). 
También hubo artículos sobre él en revistas y sitios web pornográficos. La revista Black Inches publicó una entrevista con Flex-Deon Blake en 2000. Blake estuvo en una relación con su compañero de cine, el actor porno bisexual Bobby Blake, durante varios años. Ambos se conocieron en el verano de 1998 en un club en Wilshire Boulevard en Los Ángeles. Flex-Deon Blake fue contratado allí como invitado como estríper. En comparecencias conjuntas posteriores en el contexto de los llamados partidos blatino, etc. una.
Varias otras reuniones profesionales y personales tuvieron lugar en Washington D. C. unos meses más tarde fue una sociedad. 
Sus pasatiempos incluían el fitness y el cine. Blake también estuvo activo como músico; su amor era la música góspel. Blake vivía en Tallahassee, Florida.

## Vida personal
En su vida personal, Flex-Deon Blake tiene una larga relación con otros actores porno, Bobby Blake. Fue el propio Bobby Blake quien, hablando de su socio con el productor Edward James, lo introdujo en la industria del cine gay. Bobby Blake contó la historia de su relación en su libro My Life in Porn. pero recientemente, Flex-Deon Blake, redescubriendo sus orígenes cristianos, fundó un pequeño grupo con sede en Dallas llamado "BrothasNDaSpirit". En su sitio web, el grupo afirma que se propone: "ayudar a hombres o mujeres homosexuales, heterosexuales, bisexuales o cristianos que están confundidos por su sexualidad y buscan unir su religión y su opción sexual".

## Premios y reconocimientos
En 2004, Flex-Deon Blake fue reconocido como actor en los premios Grabby; también fue incluido en el "Muro de la Fama". Este privilegio se otorga a destacados actores o personalidades que han contribuido a la calidad de la industria del porno gay a lo largo de los años.

## Muerte
Murió el 1 de marzo de 2021, a la edad de 58 años de causas desconocidas.